# Серникли, Алтынай
Алтынай Серникли (тур. Altinay Bakac Sernikli) (20 июля 1942, Эрзурум, Турция) — турецкий библиотечный деятель и переводчица

.

## Биография
Родилась 20 июля 1942 года в Эрзуруме. После окончания средней школы поступила в университет Анкары, где была удостоена учёной степени магистра в области арабских рукописей и редких книг. В 1966 году была принята на работу в Турецкую национальную библиотеку в качестве библиотекаря, в 1969 году заведовала отделом рукописей, в 1970 году вдобавок заведовала отделом микрофильмов, одновременно с этим работала учительницей английского языка в средних школах Турции. В 1978 году была избрана на должность заместителя директора библиотеки и активно проектировала новое здание библиотеки, а также вопросами реорганизации библиотечных служб. В 1984 году была избрана вице-президентом библиотеки в связи с изменением его статуса. В 1990 году была избрана на должность президента библиотеки.

## Научные работы
Основные научные работы посвящены многим отраслям знаний, она — специалистка самого широкого профиля знаний.
- Занималась переводами зарубежных статей на турецкий язык, а также переводила детскую литературу с немецкого языка.